# Ion Gheorghe (poet)
Ion Gheorghe (n. 18 august 1935, Florica, Buzău - d. 11 octombrie 2021, București) a fost un poet român, reprezentant al perioadei neomoderniste și al tendințelor neoexpresionistă și protocronistă.

## Viața și opera

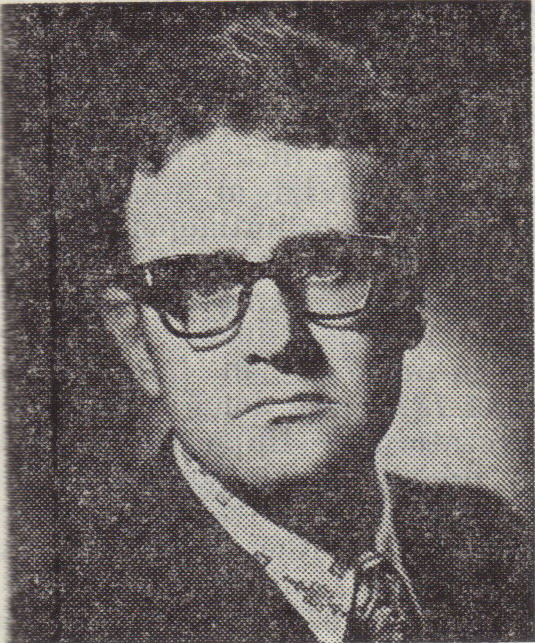
Poetul Ion Gheorghe în tinerețe

A fost fiul agricultorului Anton Gheorghe și al Filofteii Gheorghe (n. Marin).
După ce studiază la Școala Normală „Spiru Haret“ (1947-1948) și la Școala Pedagogică din Buzău (1950-1952), îl aflăm între discipolii sadovenieni de la „fabrica de scriitori ai proletariatului“, Școala de Literatură și Critică Literară „Mihai Eminescu” din București, absolvită în 1954; între 1955 și 1970, anul obținerii diplomei de licență, își desăvârșește studiile la Facultatea de Filologie – Universitatea din București. 
Activitatea sa culturală evidențiază următoarele funcții:
- jurnalist la Albina, Drumul belșugului, Luceafărul
- 1992 - funcționar la Ministerul Culturii
- 1994 - 1996 - atașat cultural la Ambasada României din Beijing

Opera poetică a lui Ion Gheorghe, cea eliberată „prompt“ de lestul stihuirilor proletcultiste din Pâine și sare (roman în versuri – București, Editura pentru Literatură, 1957), Căile pământului (București, Editura Tineretului, 1960), Cariatida (București, Editura Tineretului, 1964; augmentat, în ediția din 1967) etc., reunește în bogata-i corolă policromă volumele: 
- Nopți cu lună pe Oceanul Atlantic – scrisorile esențiale (București, Editura pentru Literatură, 1966),
- Zoosophia (București, Editura Tineretului, 1967),
- Vine iarba (București, Editura pentru Literatură, 1968),
- Cavalerul trac (București, Editura Tineretului, 1969),
- Mai mult ca plânsul – icoane pe sticlă (București, Editura Eminescu, 1970),
- Megalitice (București, Editura Cartea Românească, 1972),
- Avatara (București, Editura Eminescu, 1972),
- Poeme (cu un Cuvânt înainte de Marin Mincu), București, Editura Albatros (colecția „Cele mai frumoase poezii“), 1972,
- Noimele (București, Editura Cartea Românească, 1976),
- Dacia Fëniks (București, Editura Cartea Românească, 1978),
- Elegii politice (București, Editura Cartea Românească, 1980; reeditări în 1982 și 2002),
- Proba Logosului (antologie, cu o Prefață de C. Stănescu), București, Editura Albatros (colecția „Biblioteca pentru Toți“), 1981,
- Zicere la zicere (București, Editura Albatros, 1982),
- Scripturile (București, Editura Eminescu, 1983),
- Joaca jocului (București, Editura Cartea Românească, 1984) etc.

## Alte cărți publicate
- Țara rândunelelor, București, 1963
- Cultul Zburătorului, București, 1974
- Cenușile, București, 1980
- Și mai joaca jocului, București, 1985
- Condica în versuri, București, 1987
- Zalmoksiile, București, 1988
- Muzaios, București, 2001
- Elegii politice, București, 2002
- Cogaioanele – Munții Marilor pontifi, București, 2004

Este prezent în:
- Les Lettres Nouvelles[5], coordonator Maurice Nadeau, număr special din februarie 1976, Écrivains roumains d'aujourd'hui, p. 108-110 cu poezia Pierres de cathédrale, în traducerea lui Ion Pop și Serge Fauchereau.
- Streiflicht – Eine Auswahl zeitgenössischer rumänischer Lyrik (81 rumänische Autoren), - "Lumina piezișă", antologie bilingvă cuprinzând 81 de autori români în traducerea lui Christian W. Schenk, Dionysos Verlag 1994, ISBN 3980387119.